# 吹田市立岸部第一小学校
吹田市立岸部第一小学校（すいたしりつ きしべだいいちしょうがっこう）は、大阪府吹田市にある公立小学校。児童数は2004年時点で約300人。

## 沿革
- 1879年（明治12年）3月12日 - 天童小学校より分離し、小路小学校として開校。
- 1895年5月11日 - 2度の移転を経て、三島郡岸部村大字小路に新校舎建設。岸辺尋常小学校と改称。
- 1925年（大正14年）10月26日 - 現在地に移転。
- 1934年（昭和9年）9月21日 - 室戸台風の暴風雨により児童28人が死亡。同年10月21日、岸部村葬が校庭で行われた[1]。
- 1940年（昭和15年）4月1日 - 岸部村が吹田市に編入され、吹田市岸部尋常小学校と改称。
- 1941年（昭和16年）4月1日 - 吹田市岸部国民学校と改称。
- 1947年（昭和22年）4月1日 - 吹田市立岸部小学校と改称。
- 1966年（昭和31年）4月1日 - 一部校区を吹田市立吹田東小学校に分離。
- 1973年（昭和48年）4月1日 - 一部校区を吹田市立岸部第二小学校に分離。
- 1979年（昭和54年）3月11日 - 創立百周年記念式典を挙行。

## 交通
- 西日本旅客鉄道（JR西日本）東海道本線岸辺駅から西へ400メートル。